# Javier Pérez Pérez
José Javier Pérez Pérez (Barlovento, La Palma: 1946 - Tenerife; 13 de diciembre de 2004) fue un presidente del Club Deportivo Tenerife entre los años 1986 y 2002. Nació en el municipio de Barlovento y fue profesor titular de Obstetricia y Ginecología en la Facultad de Medicina de la Universidad de La Laguna. Creció en Cuba, estudió en Granada y vivía en Tenerife. 
Considerado por aficionados e historiadores como el mejor presidente de la historia del Club Deportivo Tenerife, ya que consiguió tres ascensos, uno a Segunda División y dos a Primera División, dos 5.º puestos en Primera División, lo que le hizo clasificar a la Copa de la UEFA. 
Durante su mandato hubo 23 entrenadores distintos. Dejó el cargo el 30 de diciembre de 2002, debido a nuevas elecciones promovidas por los accionistas, y dos años después, el 13 de diciembre de 2004, a los 58 años falleció en el Hospital Universitario Nuestra Señora de la Candelaria a causa de una grave y larga enfermedad.

## Vida personal
Nació en 1946, en Barlovento. Javier obtuvo la licencia de Medicina en Granada y trabajó como ginecólogo en Santa Cruz de Tenerife, mientras ejerció de profesor de Obstetricia en la Universidad de La Laguna. El 20 de junio de 1986 fue elegido presidente del Club Deportivo Tenerife. Tuvo una esposa y dos hijas.

## Presidencia

### Trayectoria del equipo
El 20 de junio de 1986, Javier Pérez tomó la presidencia con el equipo descendido en Segunda División B. En 1987, el primer año de mandato de Javier Pérez, el equipo queda primero en liga y asciende a Segunda División con el entrenador Martín Marrero. En la temporada 1988-89, con Benito Joanet de entrenador, acabó tercero en liga y consiguió el ascenso a Primera División tras eliminar en la promoción de ascenso al Real Betis, ganando 4-0 en casa y perdiendo 1-0 en Sevilla.
En la temporada 1989-90 quedó decimoctavo en liga y se midió ante el Deportivo de la Coruña en la promoción de permanencia, consiguió la permanencia en la categoría al empatar a cero en casa y ganar 0-1 en el campo del Deportivo. El 25 de noviembre de 1992 el club se convierte en sociedad anónima deportiva. Cabe destacar las dos ligas consecutivas, las de las temporadas 1991-92 y 1992-93, en las que se convirtió en parte decisiva para decidir el campeón del torneo al vencer en las dos ocasiones al Real Madrid en la última jornada, lo que privó a dicho club de ambos títulos en favor del Barcelona. En la temporada de 1992-93 logra el mejor puesto de su historia en la Primera División, con Jorge Valdano como entrenador, al concluir en quinto lugar.
En la temporada 1993-94, tras la clasificación para la Copa de UEFA de la temporada anterior, juega su primera eliminatoria en competición europea frente al Auxerre, en la cual sale victorioso tras ganar 3-2 en el global. En la segunda ronda le tocó jugar con el Olympiacos, pasando a la siguiente ronda, tras un empate a cinco goles. Pero fue eliminado en dieciseisavos de final por la Juventus de Turín, tras perder 4-2 en el global.  En Copa del Rey llegó a semifinales, máxima trayectoria en esta competición, siendo eliminado por el Celta de Vigo.
En la temporada 1995-96, con Jupp Heynckes en el banquillo, consigue otro quinto puesto en liga. Tras la segunda clasificación para la Copa de la UEFA, logra imponerse a la Lazio por 5-3 en el global, accediendo a octavos de final. En octavos vence al Feyenoord 4-2 en el global y 2-1 al Brøndby. En semifinales cayó derrotado, por 2-1, en la prórroga ante el Schalke 04.
En la temporada 1998-99 el equipo queda decimonoveno en liga y desciende a Segunda División tras 10 temporadas consecutivas en la máxima categoría. Sin embargo, dos años después, el 17 de junio de 2001, logra el ascenso a Primera, con Rafa Benítez como entrenador, gracias a un gol de falta ejecutado por Hugo Morales, en la victoria en el campo del CD Leganés. Tras quedar decimonoveno consumó un nuevo descenso a Segunda División, con graves incidentes entre los aficionados del club y sus jugadores.
El 30 de diciembre de 2002, tras casi 17 años en el club, los accionistas decidieron una alternancia en la presidencia. El elegido fue Víctor Pérez Ascanio, que consiguió  el 68,55% de los votos y 17.148 acciones. Permitiendo así el relevo pues ninguno por sí solo consiguió más acciones delegadas que Javier Pérez.

### Estadísticas
Predominaron los futbolistas españoles (115), los argentinos (20), los brasileros (9) y los portugueses (5), entre otros países. Los máximos anotadores en la etapa de Javier Pérez fueron Juan Antonio Pizzi con 89 goles, Rommel Fernández con 60 goles, Víctor Celso con 47 goles, Felipe Miñambres con 40 goles, Quique Estebaranz con 36 goles, Chano, Barata y Pinilla con 35 goles cada uno.
El primer partido del Tenerife con Javier Pérez en el cargo fue ante el Poblense de Mallorca y finalizó con goleada de 4-0 a favor del Tenerife, entrenado en aquella época por Martín Marrero, gracias a los dos goles de Víctor Celso y a los goles de Chalo y Julio Suárez. El último partido de Javier en el mandato se celebró en diciembre de 2002, en el Heliodoro Rodríguez López, y finalizó con empate a cero ante la UD Salamanca.
Las mayores goleadas que firmó durante este periodo fueron el 8-0 ante el Vélez y ante el Mensajero por 6-0, en Copa del Rey; y en Primera División 6-0 al Sporting de Gijón y otro 6-0 al Compostela. Las mayores goleadas encajadas fueron ante el Barcelona por un 0-6, en Primera; y ante el Osasuna por 5-0, en Segunda División.
Durante la presidencia el equipo jugó 738 partidos oficiales, de ellos 273 fueron victorias, 202 empates y 263 derrotas, mientras que los tinerfeños marcaron 1 007 goles y encajaron 960 tantos.

### Éxitos deportivos
- Ascenso de Segunda División B a Segunda División (1987).[5]
- Ascenso de Segunda División a Primera División (1989).[37][6]
- Clasificación para la Copa de la UEFA como 5.º en la Primera División 1992-93.[38]
- Octavos de final en la Copa de la UEFA 1994-95.[38]
- Semifinales en la Copa del Rey 1993-94.[39][40]
- Clasificación para Copa de la UEFA como 5.º en la Primera División 1995-96.[41]
- Semifinales de la Copa de la UEFA 1996-97.[42]
- Ascenso de Segunda División a Primera División (2001).[43]

### Entrenadores durante su mandato

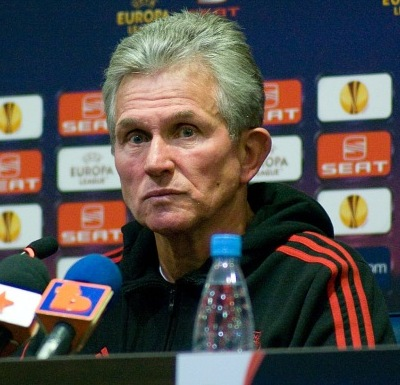
Jupp Heynckes vivió la etapa de mayor esplendor del club como entrenador.

Durante el mandato de Javier Pérez, por el equipo pasaron veintitrés entrenadores distinto, entre los que destacan Jorge Valdano, que consiguió un quinto puesto en Primera; Jupp Heynckes, que consiguió otro quinto puesto y unas semifinales de la Copa de la UEFA; y Rafa Benítez, que ascendió al equipo a Primera.
| - Martín Marrero - Justo Gilberto - Pepe Alzate - Benito Joanet - Vicente Miera - Javier Azcargorta - Jorge Solari - Jorge Valdano - Vicente Cantatore - Jupp Heynckes - Víctor Fernández | - Artur Jorge - Juan Manuel Lillo - Carlos Aimar - Robi Jorge - Mauro Sandreani - Felipe Miñambres - Fernando Castro Santos - Ángel Cappa - Rafael Benítez - Pepe Mel - Javier Clemente - Ewald Lienen |

## Fallecimiento
Tan solo dos años después de su salida del club, el día 13 de diciembre, a los 58 años, Pérez falleció en el Hospital Universitario Nuestra Señora de la Candelaria a causa de una grave y larga enfermedad. Se le destaca por su trabajo y seña en la etapa más gloriosa del Club Deportivo Tenerife.

## Reconocimientos

### Ciudad Deportiva Javier Pérez

A la izquierda, la Ciudad Deportiva Javier Pérez

El 11 de junio de 1997 el Tenerife presentó el diseño de su futura ciudad deportiva. El 30 de marzo de 1999 se empezaron las obras con la colocación de la primera piedra, puesta por Javier Pérez. El 17 de julio de 2002 se inauguró el primer campo de la Ciudad Deportiva y el 14 de mayo de 2003, con Víctor Pérez Ascanio en la presidencia, acompañado por las máximas autoridades políticas de Tenerife, inauguró la Ciudad Deportiva, seis años después de que se presentase el proyecto inicial. En 2016, Miguel Concepción dio a conocer todos los detalles del acto institucional para el nombramiento oficial y físico en las instalaciones de Geneto Los Baldíos, cambiando finalmente del nombre Ciudad Deportiva de Geneto al nombre de Ciudad Deportiva Javier Pérez.

### Plaza José Javier Pérez Pérez
En 2015 un colectivo de aficionados promovió la idea de construir una plaza en honor a Javier Pérez. Un año después, el Ayuntamiento de Santa Cruz de Tenerife acordó construir la plaza. El 14 de marzo de 2018 se inauguró la plaza con el nombre de «Plaza Javier Pérez Pérez» ubicada entre las calles Góngora y Eduardo Zamacois, próximas al Estadio Heliodoro Rodríguez López. José Manuel Bermúdez, alcalde de Santa Cruz, presidió la inauguración de la plaza a la que acudió numeroso público y la Orquesta Sinfónica de Tenerife, que interpretó el himno del club.

«Javier Pérez destacó, sobre todo, por su condición de líder, porque solo un líder es capaz de inocular sueños a un pueblo y de convencer a todos de que son realizables. Y solo los líderes están en condiciones de concretar las aspiraciones colectivas, sean en el ámbito que sean».  «Soñó en grande y supo contagiar su entusiasmo a su entorno más próximo, primero, y a todo el tinerfeñismo, luego».
Palabras de José Manuel Bermúdez Esparza en la inauguración de la plaza.